# Szavannasármány
A szavannasármány (Emberiza flaviventris) a madarak osztályának verébalakúak (Passeriformes) rendjébe és a sármányfélék (Emberizidae) családjába tartozó faj.

## Előfordulása
Angola, Benin, Botswana, Burkina Faso, Burundi, Csád, a Dél-afrikai Köztársaság, Kamerun, Kongói Demokratikus Köztársaság, Kongói Köztársaság, a Közép-afrikai Köztársaság, Eritrea, Etiópia, Kenya, Lesotho, Malawi, Mali, Mauritánia, Mozambik, Namíbia, Niger, Nigéria, Ruanda, Szenegál,  Szudán, Szváziföld, Tanzánia, Uganda, Zambia és Zimbabwe területén honos. Nyílt térségek lakója.

## Alfajai
- Emberiza flaviventris flavigaster
- Emberiza flaviventris flaviventris
- Emberiza flaviventris kalaharica

## Megjelenése
Testhossza 15–16 centiméter, szárnyfesztávolsága 22–24 centiméter.

## Életmódja
Magvakkal és rovarokkal táplálkozik.

## Szaporodása
Alacsonyabb fákra, vagy bokrokra rakja, fűből és gyökerekből készült fészkét. Fészekalja 2-3 tojásból áll, melyen 12-13 napig kotlik. A fiókák kirepülési idő még 16-17 nap.